# Véhicule à guidage automatique
Pour les articles homonymes, voir VGA et AGV.
Un véhicule à guidage automatique (VGA) ou véhicule autoguidé, en anglais : Automatic guided vehicle (AGV) est un robot qui se déplace de façon autonome sans l’intervention humaine. Les technologies d’automatisation traditionnelles sont le filoguidage, le laserguidage et l’optoguidage. Cependant, d’autres technologies aussi performantes existent telles que le géoguidage et le guidage par ultrason. Si le véhicule est autonome et fonctionne par cartographie et reconnaissance de l'environnement, on préfère l'acronyme AIV (Autonomous Intelligent Vehicle).
Les AGV sont le plus souvent utilisés dans des applications industrielles pour déplacer de manière autonome des marchandises dans une usine, un entrepôt ou un atelier. Ainsi, l’expression chariot automatique pour désigner un AGV trouve son origine dans les premiers AGV présents sur le marché : des chariots de manutention pour le transport de palettes. En effet, le premier AGV a vu le jour dans les années 1950, initialement développé pour l'industrie automobile.

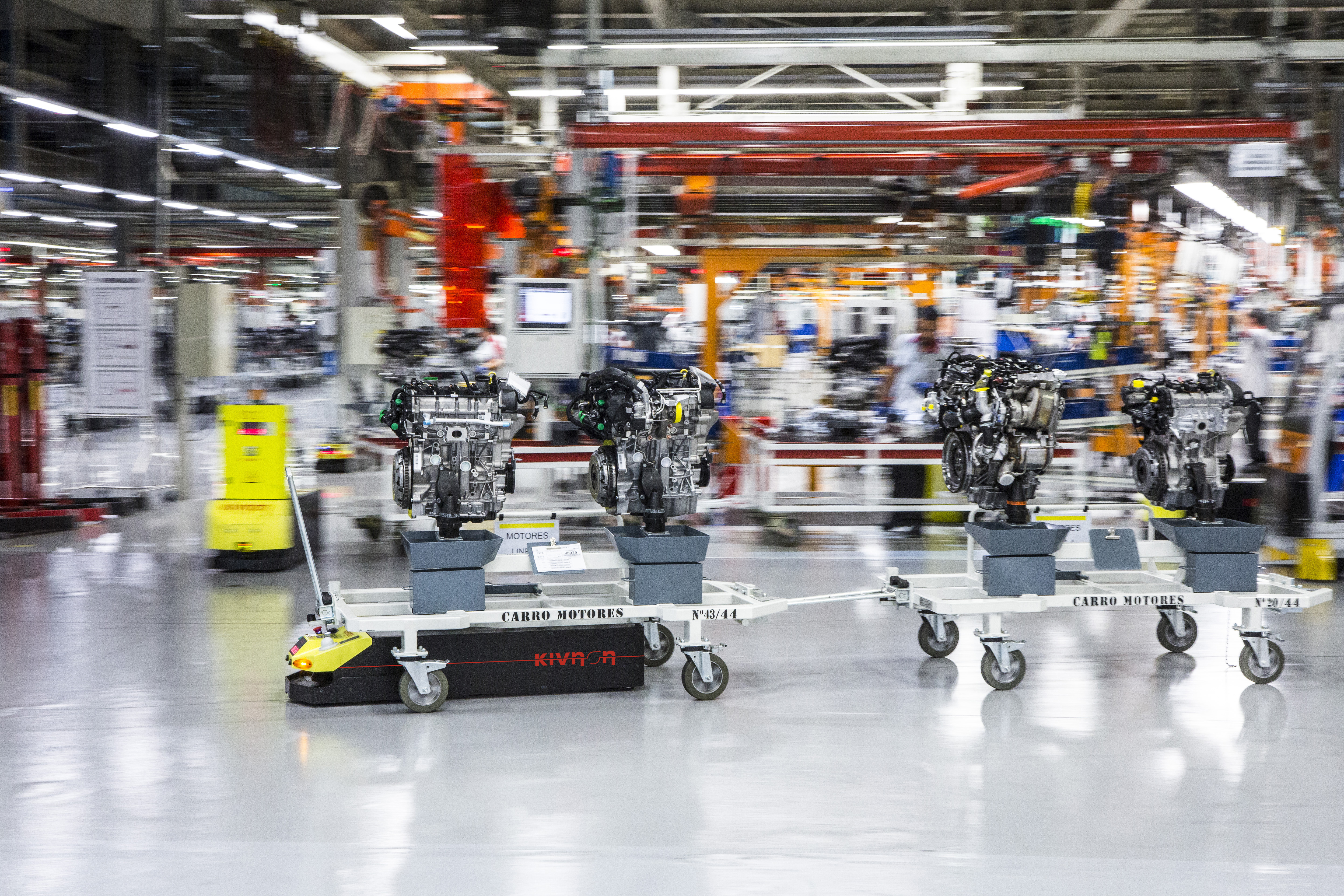
AGV transportant un chariot.

De nos jours, leurs applications ont été élargies et ils ne sont plus limités au secteur industriel. Ils sont également utilisés dans des hôpitaux, musées, aéroports, etc.

## Technologies

### Filoguidage
Les AGV se déplacent par détection d’une piste, tracée dans ou sur le sol. Il peut s’agir de fil émetteur d'ondes enfoui, de rail métallique au sol ou de fil électrique dans le sol. Le signal transmis dans la piste est détecté par le VGA qui le suivra comme s’il s’agissait d’une voie ferrée. L’installation comme la modification du parcours requièrent des travaux. Ce système fonctionne correctement pour des applications simples et qui ne requièrent pas de souplesse.

### Laserguidage
Équipé d'un laser tournant, les AGV laserguidés détectent les réflecteurs intégrés dans l’environnement dans lequel ils évoluent. Les AGV se déplacent grâce au principe de l'odométrie et précisent leur position grâce à la visibilité de 3 réflecteurs (principe de la triangulation). La mise en œuvre de ces deux technologies permet aux AGV de se repérer très précisément. Les installations d'AGV laserguidés sont les plus fiables et permettent des poses et déposes au demi-centimètre près. Grâce aux logiciels de supervision faisant partie du système il est alors simple d'adapter ou de modifier les circuits AGV. . Le laser guidage, aussi utilisé pour des applications médicales, est actuellement la technologie la plus fiable sur le marché des chariots automatiques.

### Optoguidage
Le système optoguidage permet aux AGV de suivre une ligne peinte au sol grâce à des caméras embarquées. Il s'agit du même principe que le filoguidage mais avec une complexité et un coût d'installation moindres, car il n'est pas nécessaire de réaliser des travaux de gros œuvre.

### Géoguidage
Le géoguidage permet le guidage des véhicules automatiques sans aucun aménagement d’infrastructure ni de travaux. Il permet aux AIV de se repérer dans leur environnement de travail de façon autonome et de calculer leurs trajets automatiquement. Grâce à cette technologie, les AIV connaissent leur position en permanence et de façon très précise. La cartographie de l'environnement dans lequel évolue l'AIV peut être modifiée très facilement ce qui rend cette technologie très flexible.

## Principales applications
On trouve principalement les AGV affectés à des tâches de manutention dans les secteurs industriels et logistiques.

### Industries
- Liaisons inter-poste - Transferts entre convoyeurs
- Liaison entre la palettisation et le filmage
- Approvisionnement de composants ou d'articles de conditionnement
- Évacuation des produits finis en sortie des lignes de conditionnement
- Alimentation en palettes vides
- Transferts automatiques
- Préparation automatique des expéditions
- Gestion autonome de magasin de stockage
- Évacuation de déchets

### Logistiques
- Gestion autonome de magasin de stockage
- Transfert automatique du magasin de stockage vers zone d'expédition
- Approvisionnement de composants ou d'articles de conditionnement
- Évacuation des produits finis en sortie des lignes de conditionnement
- Transferts automatiques

## Sécurité des machines et prévention des risques professionnels
Les AGV sont des machines qui peuvent, si aucune mesure de prévention n'est prise, présenter des risques pour les opérateurs et tierces personnes amenés évoluer à proximité.
Dans l’Union Européenne, d'un point de vue réglementaire, la conception et l’utilisation des AGV doivent être conformes, entre autres :
- à la directive "Machines" 2006/42/CE pour la conception,
- à la directive 2009/104/CE qui s’adresse aux utilisateurs de machines.

### Conception des AGV destinées au marché européen
Conformément aux dispositions de la directive européenne "Machines" 2006/42/CE, les fabricants doivent réduire les risques dès la conception et respecter les Exigences Essentielles de Santé et de Sécurité listées dans son Annexe I.
Pour les aider dans leur démarche, les fabricants pourront s'appuyer sur :
- la norme internationale ISO 12100:2010 "Sécurité des machines — Principes généraux de conception — Appréciation du risque et réduction du risque" qui décrit les principes généraux de conception des machines, 
- la norme internationale ISO 3691-4:2020 "Chariots de manutention - Exigences de sécurité et vérification - Partie 4 : chariots sans conducteur et leurs systèmes", norme de type C spécifique aux AGV et AMR, 
- les brochures INRS relatives à la prévention des risques mécaniques et à la conception des systèmes de commande.

### Utilisation des AGV sur le territoire européen
Afin de préserver la santé et la sécurité des travailleurs, l’employeur doit s’assurer que les machines sont sûres et conformes et que leur utilisation n’expose pas les salariés à des risques, et ceci dans toutes leurs phases de vie.
A cet effet, il doit réaliser l’évaluation des risques liés à la machine dont les résultats seront transcrits dans le Document unique d’évaluation des risques.
De plus, l’employeur a l’obligation de maintenir la machine en état de conformité (article 4.2 de la directive européenne 2009/104/CE).